# Схири, Эльес
Элье́ Жори́с Скири́ (фр. Ellyes Joris Skhiri; род. 10 мая 1995[…], Люнель) — тунисский футболист, полузащитник немецкого клуба «Айнтрахт Франкфурт» и сборной Туниса.

## Клубная карьера
Молодёжную карьеру провёл в клубе «Монпелье», где и начал профессиональную. 21 марта 2015 года дебютировал в Лиге 1 в матче против «Эвиана», заменив Поля Ласна.
29 июля 2019 года подписал 4-летний контракт с немецким клубом «Кёльн».

## Карьера за сборную
Скири родился и вырос на территории Франции в семье тунисцев. Единственный матч за олимпийскую сборную Туниса состоялся в 2014 году в товарищеской игре против олимпийской сборной Марокко.
Дебют за национальную сборную Туниса состоялся 23 марта 2018 года в товарищеском матче против сборной Ирана (1:0). Был включён в состав на чемпионат мира 2018 года в России.

### Гол за сборную
| Дата          | Место                            | Соперник | Счёт | Результат | Турнир                   |
| ------------- | -------------------------------- | -------- | ---- | --------- | ------------------------ |
| 25 марта 2021 | Мученики Февраля, Бенгази, Тунис | Ливия    | 1–1  | 2–5       | Квалификация на КАН 2021 |